# ACP认证
ACP认证是苹果认证专家（英文：Apple Certified Pro）的英文简称。该认证主要考核苹果公司的Final Cut Pro，Aperture，Logic Pro，Motion等专业影视多媒体编辑软件的中高级应用知识和能力。适用于对专业摄像师、摄影师、导演、视频制作师、编辑、音效师、音乐制作人以及其他媒体艺术家。
ACP认证之前有个初级认证：Apple Certified Associate。而ACP认证则被分为2个级别，Level One（相当于中级）和Level Two（相当于高级）。并对应相应的软件和版本号，比如Final Cut Pro软件的X版本的ACP认证Level One级别，对应的认证名称为：Final Cut Pro X Level One。Final Cut Pro，Logic Pro均有Level One和Level Two 2个级别，而Aperture，Motion只有Level One 1个级别。要获得Level Two认证，必须先取得Level One认证。
根据苹果公司规定，目前考生只能在苹果授权培训中心（AATC）报名和参加ACP认证考试。

## 外部連結
- （英文）苹果公司ACP认证及培训介绍